# 1603. grenadirski polk (Wehrmacht)
1603. grenadirski polk (izvirno nemško 1603. Grenadier-Regiment; kratica 1603. GR) je bil pehotni polk Heera v času druge svetovne vojne.

## Zgodovina
Polk je bil ustanovljen 1. decembra 1944 na vadbišču Münsingen kot del 600. (ruske) pehotne divizije.